# Вербіла
Вербіла (рум. Vărbila) — село у повіті Прахова в Румунії. Входить до складу комуни Йордекяну.
Село розташоване на відстані 68 км на північ від Бухареста, 17 км на північний схід від Плоєшті, 81 км на південний схід від Брашова.

## Населення
За даними перепису населення 2002 року у селі проживали 1389 осіб. Рідною мовою 1388 осіб (99,9%) назвали румунську.
Національний склад населення села:
| Національність | Кількість осіб | Відсоток |
| -------------- | -------------- | -------- |
| румуни         | 1303           | 93,8%    |
| цигани         | 86             | 6,2%     |